# Max Walker-Silverman
Max Walker-Silverman (* in Telluride) ist ein US-amerikanischer Filmregisseur und Drehbuchautor.

## Leben
Max Walker-Silverman wurde in Telluride, Colorado, geboren, wuchs dort auf und war neben seiner Arbeit als Autor und Regisseur als Rinderzüchter, Literaturredakteur und Gemeindeorganisator tätig. Zu seinen Arbeiten gehören die Kurzfilme Get Away, Lefty/Righty und Chuj Boys of Summer.
Sein Langfilmdebüt A Love Song feierte im Januar 2022 beim Sundance Film Festival seine Premiere und soll im Februar 2022 bei den Internationalen Filmfestspielen in Berlin gezeigt werden. Walker-Silverman produzierte diesen Film gemeinsam mit Dan Janvey, der zuvor Filme wie Patti Cake$, Wendy und den Oscar-Gewinner Nomadland produzierte, und mit Jesse Hope, der mit dem Regisseur zusammen in Telluride aufwuchs. Hope hatte bereits seine Kurzfilme Lefty/Righty und Chuj Boys of Summer produziert. Als sie beide im Graduiertenprogramm der New York University waren, begannen sie gemeinsam Filme zu machen. Mit dem Drehbuch für A Love Song hatte Walker-Silverman ein paar Wochen nach Abschluss der Filmschule, wieder zurück zu Hause in Colorado, begonnen und es im April 2020 zu Papier gebracht. Die Geschichte hierfür hatte er nach eigenen Aussagen jedoch schon länger im Kopf.

## Filmografie
- 2017: Get Away (Kurzfilm)
- 2019: Lefty/Righty (Kurzfilm)
- 2020: Chuj Boys of Summer (Kurzfilm)
- 2022: A Love Song
- 2025: Rebuilding

## Auszeichnungen
Internationale Filmfestspiele Berlin
- 2022: Nominierung für den Panorama-Publikumspreis (A Love Song)
- 2022: Nominierung als Bester Film für den Teddy Award (A Love Song)

Provincetown International Film Festival
- 2022: Auszeichnung mit dem John Schlesinger Narrative Award (A Love Song)[6]

Sofia Film Festival
- 2022: Auszeichnung mit dem Young Jury Award (A Love Song)[7]

Sundance Film Festival
- 2022: Nominierung für den NEXT Innovator Award (A Love Song)